# جهان گم‌شده (فیلم ۱۹۹۲)
جهان گم‌شده (انگلیسی: The Lost World) یک فیلم در ژانر فانتزی و علمی تخیلی به کارگردانی تیموتی باند است که در سال ۱۹۹۲ منتشر شد. از بازیگران آن می‌توان به جان ریس-دیویس، اریک مک‌کورمک، دیوید وارنر، و مایک گری اشاره کرد.